# Sarzedo (Moimenta da Beira)
Sarzedo is een plaats (freguesia) in de Portugese gemeente Moimenta da Beira en telt 200 inwoners (2001).